# Condado de Scott (Indiana)
El condado de Scott (en inglés: Scott County) es un condado en el estado estadounidense de Indiana. En el censo de 2000 el condado tenía una población de 22 960 habitantes. Forma parte del área micropolitana de Scottsburg. La sede de condado es Scottsburg. El condado fue formado en 1820 a partir de porciones de los condados de Clark, Jackson, Jefferson, Jennings y Washington. Fue nombrado en honor a Charles Scott, el cuarto Gobernador de Kentucky.

## Geografía
Según la Oficina del Censo, el condado tiene un área total de 499 km² (193 sq mi), de la cual 493 km² (190 sq mi) es tierra y 6 km² (3 sq mi) (1,21%) es agua.

### Condados adyacentes
- Condado de Jennings (norte)
- Condado de Jefferson (este)
- Condado de Clark (sur)
- Condado de Washington (oeste)
- Condado de Jackson (noroeste)

## Autopistas importantes
- Interestatal 65
- U.S. Route 31
- Ruta Estatal de Indiana 3
- Ruta Estatal de Indiana 56
- Ruta Estatal de Indiana 160
- Ruta Estatal de Indiana 203
- Ruta Estatal de Indiana 256
- Ruta Estatal de Indiana 356

## Demografía
En el  censo de 2000, hubo 22 960 personas, 8832 hogares y 6491 familias residiendo en el condado. La densidad poblacional era de 121 personas por milla cuadrada (47/km²). En el 2000 había 9737 unidades habitacionales en una densidad de 51 por milla cuadrada (20/km²). La demografía del condado era de 98,64% blancos, 0,05% afroamericanos, 0,16% amerindios, 0,18% asiáticos, 0,43% de otras razas y 0,54% de dos o más razas. 0,97% de la población era de origen hispano o latino de cualquier raza. 
La renta promedio para un hogar del condado era de $34 656 y el ingreso promedio para una familia era de $39 475. En 2000 los hombres tenían un ingreso medio de $30 954 versus $22 464 para las mujeres. La renta per cápita para el condado era de $16 065 y el 13,10% de la población estaba bajo el umbral de pobreza nacional.

## Ciudades y pueblos
| - Austin - Blocher | - Lexington - Marshfield | - Nabb - Scottsburg | - Vienna |